# Thomas Denman (3. baron Denman)
Thomas Denman, 3. baron Denman (ur. 16 listopada 1874, zm. 24 czerwca 1954) – brytyjski polityk, członek Partii Liberalnej, w latach 1911–1914 gubernator generalny Australii.

## Życiorys
Jego ojciec był urzędnikiem sądowym i początkowo nic nie zapowiadało, by młody Thomas miał zostać wpływowym arystokratą. Ukończył Królewską Akademię Wojskową w Sandhurst i zamierzał poświęcić się karierze w armii. W 1894 nieoczekiwanie odziedziczył po swym wujku i imienniku tytuł szlachecki, zaś rok później, po ukończeniu wymaganego prawem minimalnego wieku, zasiadł w Izbie Lordów. W 1903 poślubił córkę znanego przemysłowca, Weetmana Pearsona, co zapewniło mu dostęp do funduszy adekwatnych do posiadanego tytułu. W 1905 został jednym z whipów w Izbie, a dwa lata później głównym whipem i zarazem członkiem Tajnej Rady.
Według znacznej części badaczy, jego nominacja na gubernatora generalnego Australii była skutkiem rozgrywek wewnątrzpartyjnych i miała na celu przede wszystkim pozbycie się go z Londynu. Jako najbardziej lewicowy w swych przekonaniach z dotychczasowych gubernatorów generalnych, wyróżniał się na tle poprzedników skromnym i pozbawionym rozrzutności stylem bycia, co zaskarbiło mu sympatię opinii publicznej. Z drugiej strony Australia była już wtedy na tym etapie procesu uniezależniania się od Wielkiej Brytanii, iż jego faktyczny zakres kompetencji był stosunkowo niewielki. Pobyt na Antypodach negatywnie wpłynął na jego życie osobiste. Żona hrabiego ciężko znosiła rozłąkę z ojczyzną i ich małżeństwo znalazło się o krok od rozpadu. Sam Denman popadł w ciężką formę alergii na pyłki australijskiej akacji.
W maju 1914 podał się do dymisji i wrócił do Anglii, gdzie przeszedł na bardzo wczesną polityczną emeryturę. Żył jeszcze 40 lat, korzystając z odziedziczonego przez żonę majątku.

## Odznaczenia
- Komandor Królewskiego Orderu Wiktoriański[1]